# Meridiobolbus faustus
Meridiobolbus faustus är en skalbaggsart som beskrevs av Louis Albert Péringuey 1908. Meridiobolbus faustus ingår i släktet Meridiobolbus och familjen Bolboceratidae. Inga underarter finns listade i Catalogue of Life.